# Liang Shih-chiu
Liang Shih-Chiu, conosciuto anche come Liang Shiqiu o Liang Chih-Hwa (梁治華S; Pechino, 6 gennaio 1903 – Taipei, 3 novembre 1987), è stato un educatore, scrittore, traduttore teorico, letterario, lessicografo cinese.

## Biografia
Liang nacque a Pechino nel 1903. Suo padre, Liang Xianxi (梁咸熙), era uno Xiucai della Dinastia Qing. Fu educato al Tsinghua College di Pechino dal 1915 al 1923. Continuò i suoi studi al Colorado College Successivamente, proseguì gli studi universitari alle università di Harvard e di Columbia Ad Harvard, studiò critica letteraria sotto l'insegnamento di Irving Babbitt, il cui Nuovo Umanesimo contribuì a formare i suoi principi letterari conservativi. Dopo il suo ritorno in Cina nel 1926, cominciò una lunga carriera come professore di inglese in molte università, tra cui l'Università di Pechino, la Tsingtao University, e l'Università Jinan.  Ha anche lavorato come redattore di una serie di supplementi letterari e periodici, compreso il famoso Crescent Moon Monthly (1928–1933). Durante questo periodo pubblicò una serie di trattati letterari che mostrarono la forte influenza di Babbit e il suo pensiero che la vita e la natura umane siano gli unici soggetti adatti alla letteratura. Tra questi, i più conosciuti sono The Romantic and the Classical, Literature and Revolution, The Seriousness of Literature, e The Permanence of Literature. in ognuno di questi trattati, ha confermato il valore intrinseco della letteratura come qualcosa che trascende le classi sociali e la forte opposizione all'uso della stessa con scopi propagandistici. Queste dichiarazioni e la sua antipatia per l'eccessiva influenza di Jean-Jacques Rousseau e altri Romantici  in Cina ha scatenato una guerra polemica tra lui e Lu Xun e ha attirato gli attacchi degli scrittori di sinistra. Tra i suoi lavori da traduttore, si annoverano Peter Pan di James Barrie, Silas Marner e Mr. Gilfil's Love Story di George Eliot  e Wuthering Heights di Emily Brontë.
Nel 1949, per scappare dalla guerra civile, Liang fuggì in Taiwan dove insegnò all'Università di Taiwan fino al suo ritiro, nel 1966. Durante questo periodo, si affermò come lessicografo scrivendo una serie di dizionari bilingue Inglese-Cinese. I suoi lavori di traduzione includono Animal Farm di George Orwell e Meditazioni di Marco Aurelio.
Liang è attualmente ricordato principalmente come il primo studente cinese ad aver tradotto da solo le intere opere di Shakespeare. Questo progetto, concepito per la prima volta nel 1930, venne portato a termine nel 1967. Successivamente, si lanciò su un altro progetto monumentale, quello di scrivere la storia globale della letteratura inglese in Cinese, che fu completata nel 1979 e che consta di tre volumi e di un insieme di letture selezionate della letteratura inglese tradotti in cinese, anch'esse in tre volumi. La fama letteraria di Liang si basa, in primo luogo, sui centinaia di saggi brevi riguardanti argomenti familiari, in particolare quelli scritti tra il 1940 e il 1986, raccolti sotto il titolo generale di Yashe Xiaopin.

## Opere
- "La Nobile arte dell'insulto", versione italiana a cura di G. Magi, Einaudi 2006.
- "From a Cottager's Sketchbook"
- "Fusing With Nature"
- "The Generation Gap"
- "Haircut"
- "Listening to Plays"
- "Literature and Revolution."
- "Men."
- "On Time."
- "Sickness"
- "Sketches of a Cottager"
- "Snow"
- "Women"
- "Chinese Writers on Writing"